# Lucas Cejpek

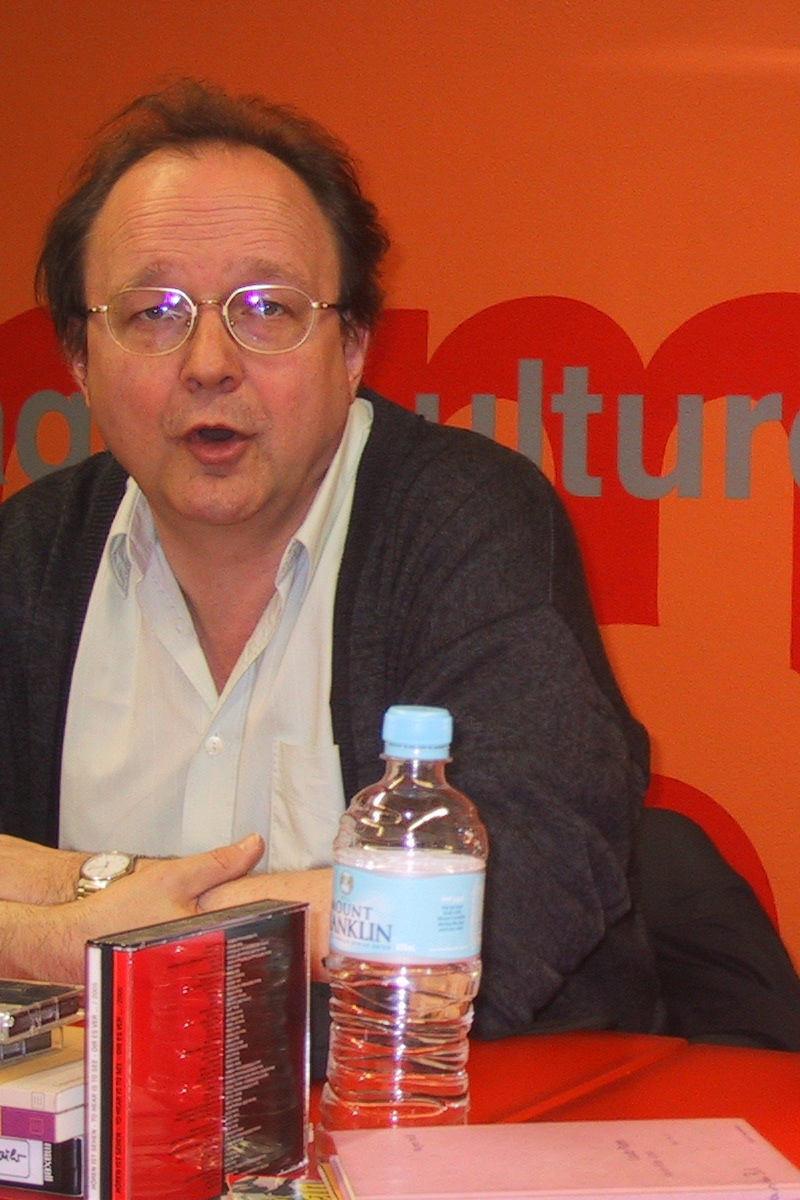
Lucas Cejpek liest in Sydney (2005)

Lucas Cejpek (* 14. Dezember 1956 in Wien) ist ein österreichischer Schriftsteller und Regisseur.

## Leben
Mit der Übersiedlung der Eltern gelangte Lucas Cejpek 1960 von Wien nach Graz, wo er aufwuchs und im Jahr 1975 die Reifeprüfung ablegte. Danach studierte er erst am Montclair State College, New Jersey, USA, ab 1976 dann an der Universität Graz Germanistik und Anglistik und promovierte 1982 mit einer Dissertation über Robert Musils Mann ohne Eigenschaften als Kulturtheorie. Noch als Student arbeitete er im Forum Stadtpark mit und führte seit 1981 Theaterregie an Ur- und Erstaufführungen. 1983 bis 1999 war er Lehrbeauftragter an den Universitäten Graz und Wien, 1983 bis 1990 ständiger freier Mitarbeiter beim ORF Steiermark, Literatur und Hörspiel und seit 1990 lebt er als freier Schriftsteller, Theater- und Hörspielregisseur in Wien.
Seine erste literarische Veröffentlichung erfolgte 1984 in den manuskripten, 1997 hielt er eine Poetikvorlesung in der Alte Schmiede und am Institut für Germanistik der Universität Wien 16.000 Kilometer. Selbstbeschreibung. 2003 war er writer in residence an der Bowling Green State University, Ohio, USA.
Er konzipierte zahlreiche Veranstaltungen: Nach Musil, Rathaus Wien 1992; Zettelwerk, Alte Schmiede, Wien 1998; Bücherzettel, Literaturhaus Basel, 2000/01; Archivgespräche, Österreichisches Literaturarchiv der Österreichischen Nationalbibliothek 2000/02.
Lucas Cejpek hat eine jüngere Schwester, die Schauspielerin Henriette Cejpek.

## Werke
Zu Cejpeks Werken zählen vor allem Essays, Erzählungen, Hörspiele, Dramen und Romane.

### Romane
- Ludwig. Roman. Wien: Sonderzahl 1989
- Vera, Vera. Roman. Wien: Sonderzahl 1992
- Ihr Wunsch. Roman. Wien: Sonderzahl 1996
- Keine Namen. Roman. Wien: Sonderzahl 2001
- Wo ist Elisabeth? Roman. Wien: Sonderzahl 2009

### Essays
- Diebsgut, Wien: Sonderzahl 1988
- Und Sie. Jelinek in ‚Lust‘, Graz, Wien: Droschl 1991
- 16.000 Kilometer. Selbstbeschreibung, Wien: Turia & Kant 1998
- Dichte Zugfolge, Wien: Edition Korrespondenzen 2006
- Unterbrechung. BURN GRETCHEN, Wien: Sonderzahl 2014

### Hörspiele
im ORF (in Auswahl)
- Excess (1991)
- Nickelsdorf (1993)
- Zwielicht Zonen (1994)
- Meine Stimme (1994)
- Wien. Ein Lautgedicht (mit Valeri Scherstanjoi, 2003)
- Sirenen intim (2005)
- 40/20 - 40 Jahre Österreich 1 / 20 Jahre Kunstradio (2007)

### Gesprächsbücher
- Paul Wühr: Wenn man mich so reden hört. Ein Selbstgespräch, aufgezeichnet v. L. C., Graz, Wien: Droschl 1993
- Paul Wühr: Was ich noch vergessen habe. Ein Selbstgespräch, aufgezeichnet v. L. C., Graz, Wien: Droschl 2002
- Zettelwerk. Gespräche zu einer möglichen Form, gesammelt v. L. C., Wien: Sonderzahl 1999

### Gemeinschaftsarbeiten
- Mein Schrank riecht nach Tier. Kammeroper, mit Walter Grond, Text, Dimitri Papageorgiu, Musik, forum stadtpark theater 1990
- Feige Vera, mit Ingram Hartinger, Graz: edition gegensätze 1995
- Familie Auer. Die Kunstradiofamilie, mit Margret Kreidl, Ilse Kilic, Fritz Widhalm u. v. a., ORF Kunstradio, CD, 1996
- In geparkten Autos. Fotoroman, mit Thomas Reinagl, Wien: Das fröhliche Wohnzimmer 1997
- Kannen fangen. Ein Skizzenbuch, mit Christoph Hauri, Wien: Das fröhliche Wohnzimmer 2003
- Einsingzimmer, mit Annette Schönmüller, Wien: Das fröhliche Wohnzimmer 2006

### Herausgeberschaft
- Orte der Liebe, mit Dieter Bandhauer, Wien: Sonderzahl 1987
- Platon ade. 14 Textdialoge, mit Walter Grond, Graz, Wien: Droschl 1989
- Nach Musil. Denkformen, Wien, Berlin: Turia & Kant 1992
- Der Geschmack der Fremde. Rezepte Gespräche, mit Margret Kreidl, Wien: Sonderzahl 2004
- Beckett Pause. Minidramen, Wien: Sonderzahl 2007
- Frisches Blut. 25 Minidramen, mit Adelheid Dahimène, Wels: Alter Schloßhof 2010

## Auszeichnungen
- 1984 Literaturförderungspreis des Forum Stadtpark Graz.
- 1992 Förderungspreis für Literatur der Stadt Wien.